# Batavia Air
Batavia Air était une compagnie aérienne indonésienne créée en 2002 et basée à Jakarta. À la suite d'une cessation de paiement, elle a cessé ses activités le 31 janvier 2013.
Batavia Air était la quatrième compagnie sur le marché intérieur indonésien, dont elle détenait un peu moins de 12 %.
Outre des destinations intérieures, elle desservait la Malaisie et la Chine.

## Information essentielle
Toutes les compagnies aériennes indonésiennes ont été ajoutées à la liste noire officielle des compagnies interdites en Europe, fin juin 2007. Depuis, plusieurs compagnies indonésiennes ont été retirées de cette liste noire.
Les compagnies indonésiennes agréées à ce jour (juin 2011) sont : Garuda Indonesia, Mandala Airlines, Airfast Indonesia, PremiAir, Batavia Air, Indonesia Air Asia.

## Destinations
Batavia Air desservait les destinations suivantes (juin 2009) :
- Intérieures : 29 destinations dont Balikpapan, Banjarmasin, Denpasar (Bali), Jakarta, Jambi, Jayapura, Kupang, Manado, Medan, Padang, Palembang, Pangkalpinang, Pekanbaru, Pontianak, Semarang, Surabaya, Tarakan, Yogyakarta
- Internationales : Guangzhou (Chine), Jeddah (Arabie saoudite, partir d'août 2009), Kuching (Malaisie)

## Flotte

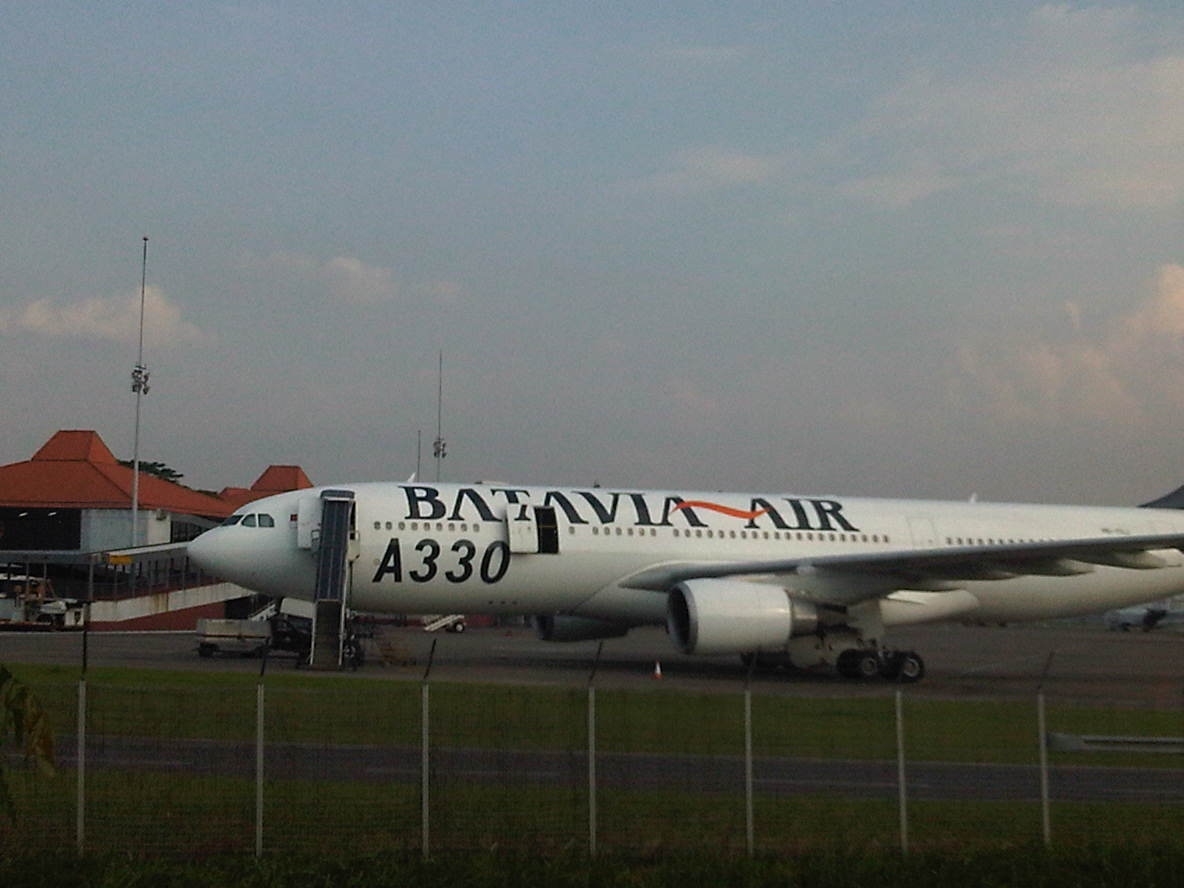
Un Airbus A330 de Batavia Air sur l'aéroport international de Jakarta

La flotte de Batavia Air était constituée de 38 appareils (avril 2011) :
- 2 Airbus A330-200;
- 7 Airbus A320-200;
- 2 Airbus A319-100;
- 10 Boeing 737-400;
- 15 Boeing 737-300.